# Kokofata
Kokofata är en ort i Mali. Den ligger i den sydvästra delen av landet, 210 km väster om huvudstaden Bamako. Kokofata ligger 295 meter över havet och antalet invånare är 12 985.
Terrängen runt Kokofata är huvudsakligen platt, men österut är den kuperad. Runt Kokofata är det glesbefolkat, med 10 invånare per kvadratkilometer. Det finns inga andra samhällen i närheten. Omgivningarna runt Kokofata är huvudsakligen savann.